# Lizzie Borden
Lizzie Andrew Borden, también conocida como la asesina del hacha (Fall River, Massachusetts, 19 de julio de 1860-ibíd., 1 de junio de 1927), fue la única sospechosa de los asesinatos de su padre y su madrastra, que tuvieron lugar en su casa el 4 de agosto de 1892. El doble asesinato, el posterior juicio y el hecho de que nadie fue finalmente condenado por las muertes han convertido al caso en una cause célèbre en Norteamérica y sigue siendo un episodio plagado de dudas en el mundo de la criminología. Aunque Lizzie Borden fue absuelta de los crímenes, incluso en vida se la creyó culpable del asesinato de su progenitor y su esposa, y aún hoy permanece como figura importante en el folclore estadounidense.

## Biografía

### Familia
Lizzie Andrew Borden nació en la pequeña localidad de Fall River, Massachusetts, en 1860; su padre, Andrew Jackson Borden, era un hombre de negocios de la zona con varias propiedades en el pueblo. Su madre, Sarah Anthony Morse, falleció en 1863, y dos años después Andrew Borden volvió a contraer matrimonio con Abby Durfee Gray. Lizzie tenía además una hermana mayor, Emma Borden (1 de marzo de 1851 - 10 de junio de 1927), que, como ella, nunca se llegó a casar.
La vida de los Borden era cómoda y holgada, gracias a los ingresos de Andrew Borden. No obstante, no fue una familia feliz. Ni Lizzie ni Emma soportaban a su madrastra, Abby, a la que consideraban una mujer grosera e interesada. Su relación se deterioró mucho en los últimos días de su convivencia, a pesar de que Abby fue su madrastra durante 28 años. Andrew y Abby no tuvieron hijos juntos.

### Los crímenes

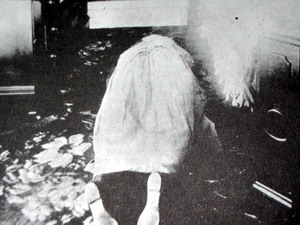
El cuerpo de Abby Borden, foto policial.

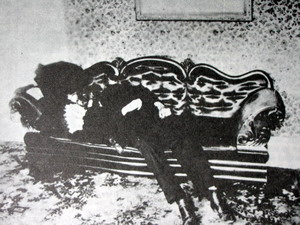
El cuerpo de Andrew Borden, foto policial.

En la mañana del 4 de agosto de 1892, Andrew Borden y su mujer fueron asesinados con un objeto afilado (probablemente un hacha) en su casa. Las únicas personas presentes en la residencia familiar en aquel momento eran Lizzie y la sirvienta, Bridgette Sullivan, que llevaba trabajando para la familia más de dos años. Emma Borden se encontraba entonces de visita en casa de unos amigos. El tío materno de las hermanas Borden, John Vinnicum Morse, tío de Lizzie, visitaba los Borden aquellos días, pero no se encontraba en la casa cuando ocurrieron los asesinatos.
Aquella mañana, Andrew Borden había ido al banco y a la oficina de correos. Regresó a casa a las 10:45 de la mañana. Aproximadamente media hora después, su hija Lizzie descubrió su cadáver. Según el testimonio de Bridgette Sullivan, que se encontraba descansando en su cuarto del segundo piso después de limpiar las ventanas, sobre las 11 de la mañana Lizzie gritando le comunicó que alguien había matado a su padre. El cuerpo de Andrew Borden estaba recostado en el sofá del salón, con la cabeza ladeada y el cráneo gravemente mutilado, como si lo hubiesen asesinado mientras descansaba.
Cuando amigos y vecinos, atraídos por los gritos, llegaron para tranquilizar a Lizzie, Bridgette y una vecina, Alice Churchill, descubrieron en la habitación de invitados del primer piso el cuerpo inerte de Abby Borden, cuyo cráneo también había sido golpeado numerosas veces con un objeto afilado. La habían atacado mientras se inclinaba para hacer la cama de la habitación de invitados, cayendo de bruces en el suelo.

### Móvil del crimen

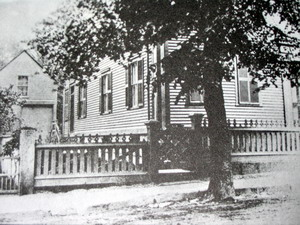
La casa de Lizzie Borden en 1892

La casa, situada en el número 92 de Second Street en Fall River, era incómoda y desagradable. Andrew era bien conocido por su frugalidad, por lo que, por ejemplo, carecían de agua corriente, algo ya común en los hogares ricos por entonces. El primer piso estaba dividido en dos partes con escaleras de acceso distintas; la parte delantera para las hermanas, y la trasera para Andrew y su esposa. En muchas ocasiones la familia no comía junta. El tío materno de las Borden, John Vinnicum Morse, declaró que, el día de los acontecimientos, estaba en la casa para acordar los términos de una herencia de su hermana y que, después de una acalorada discusión, las hermanas abandonaron la casa y que Lizzie regresó antes de lo previsto. El farmacéutico local, Eli Bence, también declaró que, días antes, había sido consultado por Abby, dado que la familia estaba enferma aparentemente por ingerir comida en mal estado y que la señora afirmó que habían intentado envenenarlos, y que por eso no le vendió a Lizzie ácido prúsico que le pidió, diciendo que era para limpiar un abrigo de piel.

### El juicio

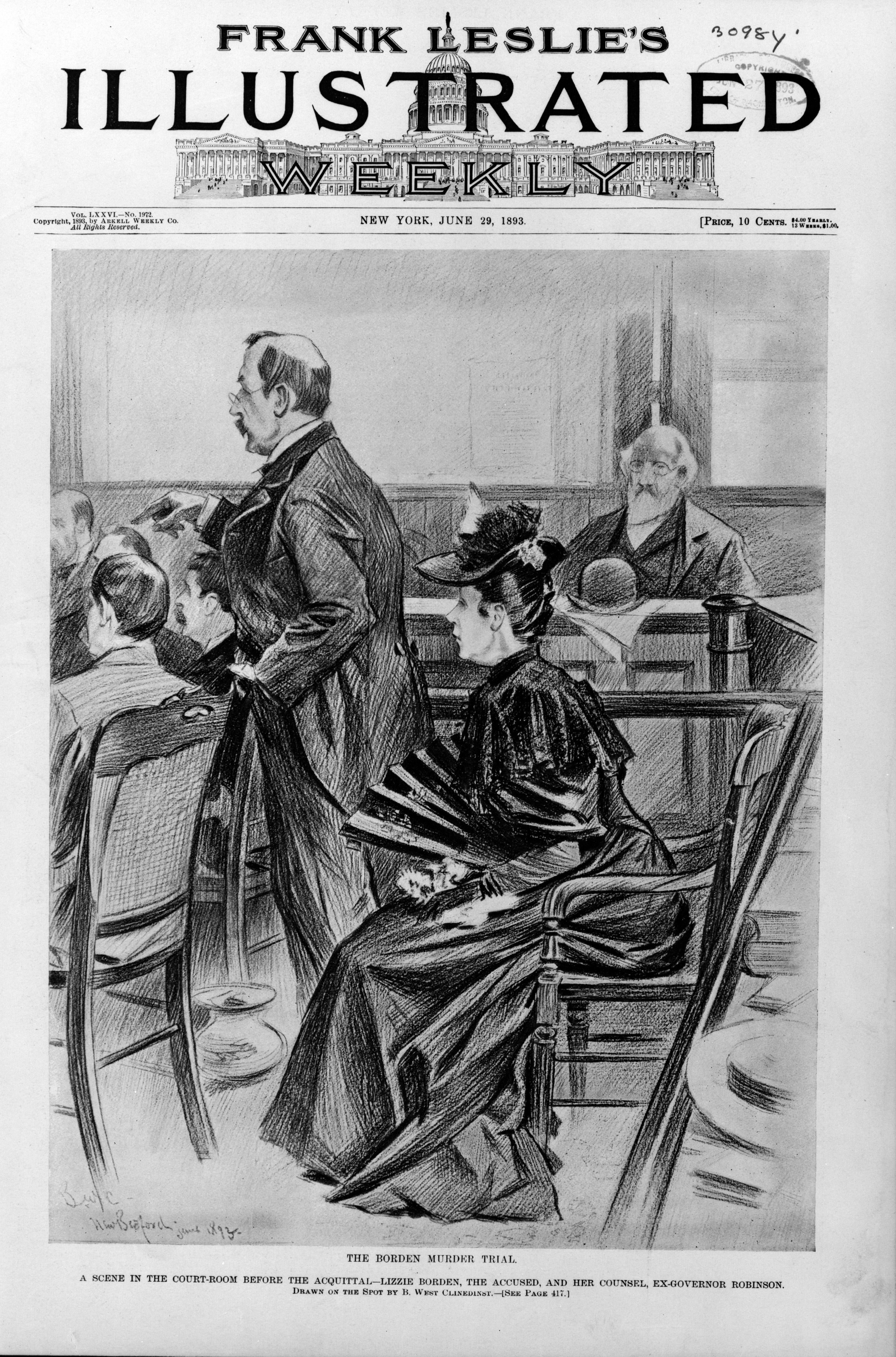
Ilustración del juicio de Lizzie

Lizzie fue detenida el 11 de agosto siguiente y su juicio comenzó diez meses después en New Bedford, Massachusetts. Su testimonio y comportamiento incoherentes e inverosímiles crearon sospechas en el público. Fue acusada de los asesinatos y su defensa estuvo dirigida por el exgobernador de Massachusetts George D. Robinson y por Andrew V. Jennings.
Durante la investigación se encontró un hacha en el sótano de la casa y se supuso que era el arma homicida. Aunque estaba limpia, el hacha tenía el mango roto. La fiscalía  alegó que lo habían destrozado porque estaba manchado de sangre. No obstante, un policía interrogado en el caso afirmó que al lado de la cuchilla había un mango de hacha, y el forense declaró posteriormente que no hubo tiempo material para limpiar el hacha después de los asesinatos.
Nunca se encontró ropa alguna que estuviese manchada de sangre. Pocos días después de los asesinatos, una vecina observó cómo Lizzie Borden quemaba en el fogón de la cocina un vestido azul que, según ella, se había manchado con pintura fresca, y había quedado inservible.
A pesar de las circunstancias, Lizzie Borden fue absuelta por el jurado tras solo hora y media de deliberación. El hecho de que nunca se encontrase el arma homicida ni ropa alguna que pudiese incriminarla, además de que la historia del ácido prúsico y su testimonio inicial no fueron considerados durante el juicio, ayudaron a que Lizzie no fuese finalmente condenada. Además, en aquellos tiempos tuvo lugar otro asesinato en la zona, aunque el asesino, José Correira, no se encontraba en el país cuando Andrew y Abby Borden fueron asesinados.

### Últimos años

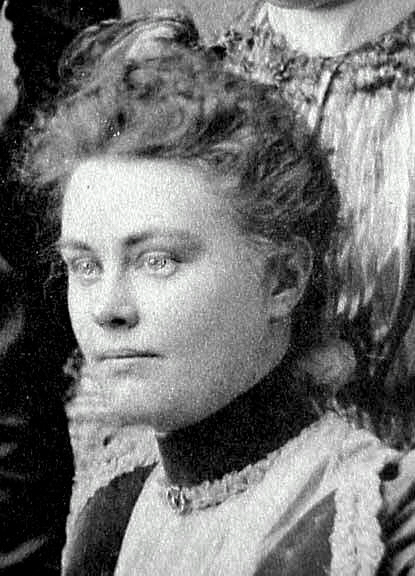

Lizzie y su hermana se mudaron de casa, a una que llamaron Maplecroft, en el mismo pueblo. En 1905 las hermanas discutieron sobre una fiesta que Lizzie había dado en honor a la actriz Nance O'Neil (con la que supuestamente tuvo un idilio), y Emma abandonó la casa. Sobre aquella época Lizzie empezó a usar el nombre Lizbeth A. Borden.
Lizzie Borden murió de neumonía el 1 de junio de 1927, y fue enterrada en Fall River. Su hermana, con la que no tenía ya mucha relación, falleció nueve días después.
La casa donde tuvo lugar el doble asesinato es ahora un bed and breakfast, mientras que Maplecroft es ahora una casa particular.